# Comuna Teliu, Brașov
Teliu (în germană: Krezburg, Thell, în maghiară: Keresztvár, Nyén, Nyény) este o comună în județul Brașov, Transilvania, România, formată numai din satul de reședință cu același nume.

## Istoria antică
„Pe teritoriul acestei localități s-a descoperit o cetate dacică, prevăzută cu trei șanțuri de apărare, ce datează, probabil, din secolul I î.C.”

## Demografie
Componența etnică a comunei Teliu
     Români (50,98%)
     Romi (30,66%)
     Maghiari (14,01%)
     Alte etnii (0,07%)
     Necunoscută (4,27%)
Componența confesională a comunei Teliu
     Ortodocși (78,76%)
     Reformați (14,21%)
     Alte religii (2,1%)
     Necunoscută (4,92%)
Conform recensământului efectuat în 2021, populația comunei Teliu se ridică la 4.468 de locuitori, în creștere față de recensământul anterior din 2011, când fuseseră înregistrați 4.198 de locuitori. Majoritatea locuitorilor sunt români (50,98%), cu minorități de romi (30,66%) și maghiari (14,01%), iar pentru 4,27% nu se cunoaște apartenența etnică. Din punct de vedere confesional, majoritatea locuitorilor sunt ortodocși (78,76%), cu o minoritate de reformați (14,21%), iar pentru 4,92% nu se cunoaște apartenența confesională.

## Politică și administrație
Comuna Teliu este administrată de un primar și un consiliu local compus din 13 consilieri. Primarul, Gheorghe Boalii[*], de la Partidul Social Democrat, este în funcție din octombrie 2020. Începând cu alegerile locale din 2024, consiliul local are următoarea componență pe partide politice:
|  | Partid                                 | Consilieri | Componența Consiliului | Componența Consiliului | Componența Consiliului | Componența Consiliului | Componența Consiliului | Componența Consiliului |
|  | -------------------------------------- | ---------- | ---------------------- | ---------------------- | ---------------------- | ---------------------- | ---------------------- | ---------------------- |
|  | Partidul Social Democrat               | 6          |                        |                        |                        |                        |                        |                        |
|  | Partidul Național Liberal              | 5          |                        |                        |                        |                        |                        |                        |
|  | Alianța pentru Unirea Românilor        | 1          |                        |                        |                        |                        |                        |                        |
|  | Uniunea Democrată Maghiară din România | 1          |                        |                        |                        |                        |                        |                        |

## Primarii comunei
- 1996[7] - 2000 - Șerban Vasile, de la USD
- 2000[8] - 2004 - Șerban Vasile, de la PD
- 2004[9] - 2008 - Șerban Vasile, de la PNL
- 2008[10] - 2012 - Șerban Vasile, de la PNL
- 2012[11] - 2016 - Șerban Vasile, de la ACD
- 2016[12] - 2020 - Blendică Dorinel, de la PNL
- 2020[13] - 2024 - Boalii Gheorghe, de la PSD